# Onésimo Redondo
Onésimo Redondo Ortega (16. februar 1905 – 24. juli 1936) var en spansk, fascistisk politiker. Han var grundlægger af Juntas Castellanas de Actuación Hispánica (Castilianske grupper for spansk aktion). 
I 1927-1928 var Redondo spansklærer på handelshøjskolen i den tyske by Mannheim. Her mødte han nazismen. Han var antisemit. 
Redondo oprettede Juntas Castellanas de Actuación Hispánica i august 1931. I november samme år blev denne gruppe sluttet sammen med en nationalsyndikalistisk gruppe. Den nye organisation Juntas de Ofensiva Nacional Sindicalista (JONS) ønskede at komme til magten ved direkte aktion, og den afviste derfor at deltage i demokratiske valg. 
Den 24. marts 1934 blev JONS fusioneret med Falange Española. Dermed var det spanske fascistparti (Falange Española de las Juntas de Ofensiva Nacional Sindicalista eller FE de las JONS) dannet. 
1. ↑  Navnet er anført på engelsk og stammer fra Wikidata hvor navnet endnu ikke findes på dansk.
2. ↑  Navnet er anført på engelsk og stammer fra Wikidata hvor navnet endnu ikke findes på dansk.